# 坂丸峠
坂丸峠（さかまるとうげ）は、群馬県多野郡神流町と埼玉県秩父郡小鹿野町との境にある峠である。

## 概要
- 標高は約880m[要出典]である。
- 整備状況は登山道程度[要出典]。
- 父不見山への登山ルートのひとつ[要出典]である。

## 周辺
- 矢久峠